# Shraddha Das

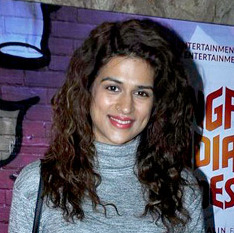
Shraddha Das

Shraddha Das (nacida el 4 de marzo de 1987) es una actriz y modelo india que aparece predominantemente en películas en telugu, malayalam, hindi, bengalí y kannada. Debutó como actriz en la película en telugu Siddu de Sikakulam del 2008 y desde entonces ha trabajado en seis industrias cinematográficas diferentes a lo largo de su carrera.

## Primeros años
Shraddha Das nació el miércoles 4 de marzo de 1987 en Mumbai, Maharashtra, de padres bengalíes. Su padre, Sunil Das, es un hombre de negocios, oriundo de Purulia y su madre, Sapna Das, es ama de casa. Ella es budista. Se crio en Mumbai, donde completó sus estudios. Shraddha se graduó de la Universidad Ruia y de la Universidad de Mumbai en la Facultad de Comercio y Economía SIES con una licenciatura en periodismo en Medios de Comunicación.
Mientras se graduaba, trabajó en teatros y asistió a talleres impartidos por artistas de la Escuela Nacional de Drama como Piyush Mishra, Chittaranjan Giri y Salim Shah. También apareció en anuncios impresos de McDowell's, Aristocrat y más de 400 catálogos antes de formarse en la Academia Gladrags.

## Desarrollo profesional
El lanzamiento debut de Shraddha fue la película en telugu de 2008 Siddu de Sikakulam. Después de Target, rápidamente firmó cuatro películas en telugu en seis meses: 18, 20 Love Story, Diary, Adhineta y Sukumar's Arya 2, que fue su primer proyecto de alto perfil.
En 2010, Shraddha hizo su debut en Bollywood en la aventura inaugural de Sai Om Films, Lahore, dirigida por Sanjay Puran Singh Chauhan. Lahore fue la primera película en la que actuó Shraddha; filmó la película durante el último año de la universidad, pero los retrasos significaron que varias otras películas suyas se estrenaron antes. Shraddha interpretó a una psiquiatra paquistaní en la película y recibió elogios de la crítica por su actuación. La película, que se centra en las relaciones entre India y Pakistán, se estrenó en marzo de 2010 y ganó premios en la 42.ª edición del Festival Internacional de Cine WorldFest-Houston y en la 57.ª edición de los Premios Nacionales de Cine. Sus otros tres estrenos del año, Darling de A. Karunakaran, Maro Charitra producido por Dil Raju, la nueva versión de la película de 1978 del mismo nombre, y Nagavalli de P. Vasu, la vieron interpretar papeles principales. Debido a sus apariciones en las secuelas de Arya (Arya 2), Mantra (Diario) y Chandramukhi (Nagavalli), Shraddha adquirió el apodo de "reina secuela". Su segunda película en hindi fue Dil Toh Baccha Hai Ji, que se estrenó en 2011. En los siguientes dos años, apareció en una película cada una, Hosa Prema Purana y Dracula 2012, que fueron su debut en kannada y malayalam, respectivamente.
Después de un año, Shraddha hizo su debut bengalí con The Royal Bengal Tiger (2014). Más tarde ese año, tuvo dos lanzamientos en hindi, la comedia romántica Lucky Kabootar y el ampliamente publicitado thriller erótico Vivek Agnihotri Zid; [ cita requerida ] ambas películas se abrieron a una respuesta crítica mixta, Shraddha se benefició de Zid y recibió más ofertas de Bollywood después de su lanzamiento. Antes del lanzamiento de Zid, apareció en los titulares cuando acusó a su coprotagonista Mannara de herirla durante el tiroteo y golpearla mientras estaba atada y amordazada en una escena de la película.
Shraddha ha completado tres películas en telugu, Rey, Bandipotu y Superstar Kidnap. En Rey, interpreta a una cantante de pop estadounidense y ha declarado que su papel en la película "está casi a la par con el del héroe" y que "hay cierta excentricidad en mi personaje". Superstar Kidnap la verá en el papel de un "matón poderoso", [cita requerida] mientras que Bandipotu la presentará en un número de artículo. También terminó de filmar una película de Bollywood, Chai Shai Biscuit, que había firmado antes del lanzamiento de Zid. Desde principios de 2015, está filmando dos películas de terror bilingües, Ouija, realizada en telugu y kannada, y Haunting of Bombay Mills, realizada en telugu e hindi. También ha sido obligada a aparecer en Great Grand Masti. Más tarde trabajó en 3 películas aclamadas por la crítica y comercialmente en telugu (Guntur talkies y Garuda vega), hindi (Babumoshai Bandookbaaz con Nawazuddin siddiqui) y bengalí (Badsha the Don). Recientemente, en 2021, asumió el papel de oficial de interpole en la exitosa película comercial kannada kotigobba 3, protagonizada por Kiccha Sudeep.